# Bohušice
Bohušice (s předložkou 2. pád do Bohušic, 6. pád v Bohušicích, německy Bauschitz) jsou obec v okrese Třebíč v Kraji Vysočina. Leží jižně od města Třebíče, asi 3 km na severovýchod od města Moravských Budějovic a 2 km západně od Jaroměřic nad Rokytnou. Žije zde 128 obyvatel. Od roku 1990 jsou Bohušice samostatnou obcí.
V jihozápadní části obce se nachází rozsáhlý Bohušický rybník (dříve až 17 ha, dnes je v soukromém vlastnictví, slouží jako rybník chovný a přibližná rozloha je asi 15 ha).
Sousedními obcemi sídla jsou Vícenice, Dolní Lažany, Jaroměřice nad Rokytnou, Blatnice a Lukov.

## Název
Místní jméno znamenalo ves lidí Bohušových. Pojmenování je rodu ženského, čísla pomnožného, genitiv zní Bohušic.

### Historie zápisu názvu
- 1355 – De Bohuschitz
- 1381 – In villa Bohussicz
- 1448 – Villam Bohussicze
- 1481 – Bohusicze
- 1526 – Tvrz a ves Bohussicze
- 1528 – Statek Bohussyczky
- 1609 – Ves Baussycze
- 1671 – Bausitz
- 1720 – Bauschitz
- 1846 – Bauschitz, Baussice
- 1872 – Bauschitz, Bohušice

## Geografie
Bohušicemi z východu na jih prochází silnice z Jaroměřic nad Rokytnou do Blatnice, západně pak vede lesní cesta do Vícenic. Jižní hranici území obce tvoří silnice II/152. Z východu na západ prochází přes Bohušice červená turistická trasa s názvem Březinova cesta, přes Bohušice pak také vede železniční trať Znojmo–Okříšky, v Bohušicích se nachází zastávka Bohušice. 
Jižně od obce se nachází několik zalesněných ploch, jedna z nich na úplném jižním okraji území obce se jmenuje Mátlovo boroví. Zbylá část území obce je využívána zemědělsky.
Jižně od zastavěného území obce protéká řeka Rokytka, která protéká přes rozlehlý Bohušický rybník, který těsně přiléhá jihozápadně k zastavěnému území obce. Do Rokytky se na území obce vlévají dva nepojmenované potoky. 
Jižně od obce se nachází dva nepojmenované vrcholy s kótami 447 a 439 m, na severním okraji území obce se pak nachází nepojmenovaný vrchol s kótou 501 m. Území obce tak je tvořeno mnoha nízkými kopci, jižní část území obce je mírně zvlněné.
Bohušice se nachází téměř uprostřed území obce.

## Historie
Území Bohušic bývalo v pravěku hustě osídleno. Nejstarší nálezy spadají do období mladší doby kamenné; významné jsou však i nalezené předměty z období šáreckého stupně kultury s lineární keramikou. Výzkum zde prováděli František Vildomec a Jaroslav Palliardi; šlo o sídliště za panským dvorem. U Bohušic se též těžil grafit pro potřeby hrnčířství.
Roku 1355 je doložena první písemná zmínka v deskovém zápisu, o tom, že v Bohušicích sídlil rod Markvartů (Markvart z Bohušic s manželkou a později pravděpodobně jejich synové Jan a Petr z Bohušic). V roce 1364 pak získal do svého držení část Bohušic Ježek zvaný Šosek (či Šolín), ten však téhož roku prodal Šosek svoji část Bohušic Nevlasovi z Lesonic. Ten pak v roce 1365 spolu s bratrem Markvartem z Lesonic (či z Lesůněk) koupili od Petra z Bohušic jeho dvůr, mlýn a jeden lán polí. V roce 1366 ve vsi sídlil Vyknar s manželkou Markétou. Markvart z Lesonic pak Bohušický majetek prodal bratrovi Nevlasovi. Později přešly Bohušice do majetku Jindřicha Schellenberga se synem Alexandrem. V roce 1379 polovina bohušického panství připadla Smilovi z Police a v roce 1409 pak Vznatovi Hechtovi z Rosic.
V roce 1412 pak část patřila stále Petrovi z Bohušic, část pak v roce 1416 patřila Jakubovi Ocáskovi z Bohušic (ten však majetek prodal Onšovi z Bohušic), další část Bohušic však patřila Benešovi z Krhova. Roku 1492 pak Johanka z Bohušic prodala celou ves Zikmundovi Manovi z Manova. Následně patřily Bohušice Václavu Manovi z Manova, Alexandrovi z Chlévského, Janu Kubovi z Kunštátu, Janu z Hrochova, Janu Hynkovi ze Sloupna, Tandaryáši Bullovi z Bořitova, Tasovi Meziříčskému z Lomnice, Kateřině Meziříčské z Lomnice, Zikmundovi z Tiefenbachu, Petrovi Rechenberkovi ze Želetic na Jaroměřicích a Arnoštu Stokhornarovi ze Storejnu. V roce 1619 pak byl majetek Arnošta ze Storejnu konfiskován a Bohušice pak připadly v roce 1622 Mikuláši Prusenovskému a Milotovi Hynkovi.
Od roku 1628 pak bohušické panství, Vícenice a dům ve Znojmě Gerhartovi z Questenberku – staly se tak součástí jaroměřického panství. Součástí jaroměřického panství byla ves až do roku 1849.
Roku 1923 pak byla provedena reforma pozemků, kdy pole ve vsi byly rozděleny mezi příslušníky obce Bohušice, Popovice a Blatnice a v roce 1928 pak byla do vsi přivedena elektřina. V roce 1937 pak majitelka jaroměřického panství prodala dvůr v Bohušicích Františkovi Bláhovi z Bohušic, v roce 1945 odešla 1. května německá armáda z obce a 9. května byla obec osvobozena Rudou armádou. Roku 1953 pak bylo založeno JZD v obci, v zámku pak byly založeny stáje.
V roce 1989 nikdo nevystoupil v rámci Občanského fóra, ale v Jaroměřicích nad Rokytnou ano, bohušický poslanec byl odvolán z funkce. Občanské fórum v obci nebylo založeno ani v roce 1990. Dne 18. července téhož roku pak bylo odhlasováno, že se obec osamostatní. Novým starostou se 4. prosince stal František Plocek (nezávislý kandidát). Roku 1997 pak byl vybudován veřejný vodovod v obci a mezi lety 1999 a 2000 byla dokončena plynofikace vesnice. V roce 2011 byla zřízena železniční zastávka nedaleko obce.
Do roku 1849 patřily Bohušice do jaroměřického panství, od roku 1850 patřily do okresu Znojmo, pak od roku 1896 do okresu Moravské Budějovice a od roku 1960 do okresu Třebíč. Mezi lety 1980 a 1990 byla obec začleněna pod Jaroměřice nad Rokytnou, následně se obec osamostatnila.

## Obyvatelstvo
| Rok            | 1869 | 1880 | 1890 | 1900 | 1910 | 1921 | 1930 | 1950 | 1961 | 1970 | 1980 | 1991 | 2001 | 2011 | 2021 |
| -------------- | ---- | ---- | ---- | ---- | ---- | ---- | ---- | ---- | ---- | ---- | ---- | ---- | ---- | ---- | ---- |
| Počet obyvatel | 246  | 285  | 288  | 307  | 272  | 292  | 275  | 222  | 208  | 176  | 153  | 114  | 120  | 120  | 123  |
| Počet domů     | 42   | 43   | 45   | 46   | 45   | 44   | 51   | 54   | 49   | 48   | 41   | 50   | 51   | 54   | 58   |

## Politika

### Volby do Poslanecké sněmovny
|       | 2006               | 2010               | 2013               | 2017               | 2021               |
| ----- | ------------------ | ------------------ | ------------------ | ------------------ | ------------------ |
| 1.    | ČSSD (43,24 %)     | TOP 09 (23,28 %)   | KSČM (20,83 %)     | ANO (26,31 %)      | SPOLU (38,27 %)    |
| 2.    | ODS (21,62 %)      | KSČM (21,91 %)     | TOP 09 (19,44 %)   | SPD (14,47 %)      | ANO (20,98 %)      |
| 3.    | KSČM (14,86 %)     | ČSSD (17,8 %)      | ANO 2011 (19,44 %) | KDU-ČSL (13,15 %)  | SPD (11,11 %)      |
| účast | 70,09 % (75 z 107) | 66,36 % (73 z 110) | 60,00 % (72 z 120) | 61,29 % (76 z 124) | 67,50 % (81 z 120) |

### Volby do krajského zastupitelstva
|      | 1.                    | 2.                    | 3.                   | účast              |
| ---- | --------------------- | --------------------- | -------------------- | ------------------ |
| 2000 | 4KOALICE (24,24 %)    | ODS (21,21 %)         | KSČM (18,18 %)       | 37,5 % (36 z 96)   |
| 2004 | KDU-ČSL (20,58 %)     | ČSSD (20,58 %)        | KSČM (20,58 %)       | 33,33 % (34 z 102) |
| 2008 | ČSSD (38,59 %)        | ODS (24,56 %)         | KSČM (19,29 %)       | 53,77 % (57 z 106) |
| 2012 | KSČM (31,91 %)        | TOP+STAN (23,4 %)     | STO (17,02 %)        | 42,86 % (50 z 119) |
| 2016 | ANO 2011 (34,28 %)    | KSČM (17,14 %)        | ČSSD (14,28 %)       | 29,66 % (35 z 118) |
| 2020 | STAN+SNK ED (23,52 %) | ANO (21,56 %)         | ODS+STO (15,68 %)    | 44,83 % (52 z 116) |
| 2024 | ANO (29,54 %)         | ODS+TOP 09+STO (25 %) | STAN+SNK ED (15,9 %) | 40,74 % (44 z 108) |

### Prezidentské volby
V prvním kole prezidentských voleb v roce 2013 první místo obsadil Jiří Dienstbier (21 hlasů), druhé místo obsadil Jan Fischer (16 hlasů) a třetí místo obsadil Miloš Zeman (13 hlasů). Volební účast byla 66,95 %, tj. 79 ze 118 oprávněných voličů. V druhém kole prezidentských voleb v roce 2013 první místo obsadil Miloš Zeman (46 hlasů) a druhé místo obsadil Karel Schwarzenberg (30 hlasů). Volební účast byla 65,25 %, tj. 77 ze 118 oprávněných voličů.
V prvním kole prezidentských voleb v roce 2018 první místo obsadil Miloš Zeman (33 hlasů), druhé místo obsadil Jiří Drahoš (21 hlasů) a třetí místo obsadil Pavel Fischer (12 hlasů). Volební účast byla 64,71 %, tj. 77 ze 119 oprávněných voličů. V druhém kole prezidentských voleb v roce 2018 první místo obsadil Jiří Drahoš (43 hlasů) a druhé místo obsadil Miloš Zeman (41 hlasů). Volební účast byla 70,59 %, tj. 84 ze 119 oprávněných voličů.
V prvním kole prezidentských voleb v roce 2023 první místo obsadil Petr Pavel (27 hlasů), druhé místo obsadil Andrej Babiš (25 hlasů) a třetí místo obsadila Danuše Nerudová (18 hlasů). Volební účast byla 73,45 %, tj. 83 ze 113 oprávněných voličů. V druhém kole prezidentských voleb v roce 2023 první místo obsadil Petr Pavel (49 hlasů) a druhé místo obsadil Andrej Babiš (38 hlasů). Volební účast byla 77,68 %, tj. 87 ze 112 oprávněných voličů.

## Zajímavosti a pamětihodnosti
- zámek Bohušice – vyhořel, byl přestavěn na dvůr a poté zbořen[29]
- Vesnická kaple sv. Cyrila a Metoděje – postavena mezi lety 1803 a 1804, rekonstruována v roce 2002[29]
- Památník padlých občanů za první světové války – postaven roku 1924
- Pozůstatky pravěkého osídlení

## Osobnosti
- Karla Prokšová (1885–1971), spisovatelka